# 377. Infanterie-Division (Wehrmacht)
Die 377. Infanterie-Division war eine deutsche Infanteriedivision im Zweiten Weltkrieg. 

## Geschichte

### Aufstellung
Die Division wurde am 31. März 1942 bei Le Mans im Norden Frankreichs aufgestellt. 

### Verlegung an die Ostfront
Unmittelbar nach der Aufstellung erfolgte die Verlegung an die Ostfront.

### Kursk
Der Verband kämpft schon im Juni 1942 im Rahmen des XXXXVIII. (48.) Korps bei der 4. Panzerarmee im Raum Kursk.

### Vernichtung
Ab Juli 1943 war die Division bei Woronesch im Einsatz und verlor bei den Kämpfen im Rahmen des XIII. (13.) Armee Korps der 2. Armee kontinuierlich an Truppenstärke. Nach den Offensiven der Roten Armee im Winter 1943 wurde die Division im Raum Ssumy Kursk im März endgültig zerschlagen und die Reste wurde in andere Verbände integriert.

### Auflösung
Im Mai 1943 wurde die 377. Infanterie-Division formell aufgelöst.

## Personen
| Dienstzeit                            | Dienstgrad      | Name            |
| ------------------------------------- | --------------- | --------------- |
| 1. April 1942 bis 15. Dezember 1942   | Generalleutnant | Erich Baeßler   |
| 15. Dezember 1942 bis 29. Januar 1943 | Generalleutnant | Adolf Lechner   |
| 29. Januar 1943 bis 25. Februar 1943  | Generalleutnant | Adolf Sinzinger |